# Segestria ruficeps
Segestria ruficeps är en spindelart som beskrevs av Joseph Bénézet Xavier Guérin 1832. Segestria ruficeps ingår i släktet ormspindlar, och familjen sexögonspindlar. Inga underarter finns listade i Catalogue of Life.